# Krivošije

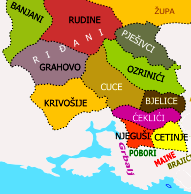
Harta de Krivošije

Krivošije (transliterare:Crivoșiie) este trib sârbesc din Muntenegru și este nume pentru microregiune istoric în Herțegovina, Herțegovine veche. Este situat între Orjen (Orien) și Risan. Climă e mediteraneană. Este împarțit în Gornje Krivošije(Crivoșiie de sus) și Donje Krivošije (Crivoșiie de jos). În Krivošije are mai mult fraternitatele: Bojanić, Samardžić, Radojičić, Vodovari și altri 